# Pantoporia glorifica
Pantoporia glorifica är en fjärilsart som beskrevs av Hans Fruhstorfer 1906. Pantoporia glorifica ingår i släktet Pantoporia och familjen praktfjärilar. Inga underarter finns listade i Catalogue of Life.